# Högmora (kommundel)
Högmora är en kommundel i Huddinge kommun, Stockholms län. Högmora har en yta på 7,0 kvadratkilometer och beboddes den 31 december 2019 av 1 541 invånare. Högmora bildades 2018 som ny kommundel och blev då en av Huddinges 16 kommundelar. Myrängen-Högmora var tidigare ett bostadsområde i före detta kommundelen Stuvsta-Snättringe. För närvarande (2022) pågår arbeten med ny infrastruktur och omvandling till permanentbebyggelse.

## Geografi
Högmora ligger i kommunens mellersta nordvästra del och gränser i nordväst mot sjön Magelungen och Stockholms kommun. I sydost vidtar kommundelen Vidja-Ågesta, i sydväst Sjödalen och i nordväst Stuvsta. Högmora består huvudsakligen av fritidshus, nybyggda villor och parhus. En stor del av den obebyggda ytan är naturmark som ingår i Orlångens naturreservat. I söder sträcker sig Högmora som en kil ända ner till sjön Orlången. I öster ingår bostadsområdet Stora Mellansjö. Här återfinns Villa Brännugnen, ritad 2016 av arkitekt Gert Wingårdh och 2019 belönat med Huddinges byggnadspris. Genom Högmora leder Ågestavägen som ansluter i väster till Huddingevägen och i öster till Ågestabron och Farsta strand.

## Namnet och historiken

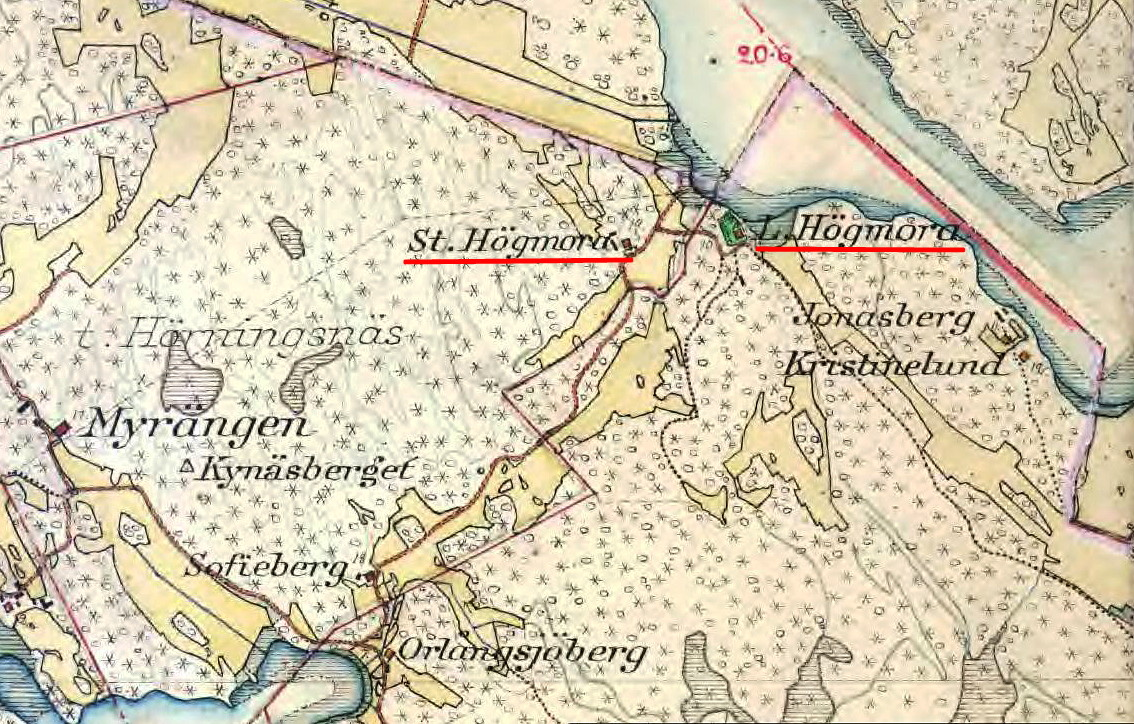
Stora och Lilla Högmora, 1901.

Förleden ”hög” i Högmora betyder ”högt belägen” medan efterleden ”mor” kan beskrivas som ”tätvuxen ört- och gräsrik barrskog”. Ortnamnet Högmora härrör från två torp; Lilla och Stora Högmora som båda låg till en början under gården Orlångsjö. Namnet lever kvar i Högmoravägen och Högmora Ringväg.
Stora Högmora omnämns i husförhörslängden sedan 1689. I jordeboken från 1749 är det ett frälse på Stuvsta ägor och 1857 lades stället under gården Hörningsnäs. Stora Högmora låg på norra delen av Kynäsberget och huset finns fortfarande kvar (2022), dock i ombyggt skick vid dagens Södervägen 9. 
Även Lilla Högmora omnämns i husförhörslängden sedan 1689. I jordeboken från 1749 upptas det som skattelagt torp. Lilla Högmora låg i dalgången vid Magelungen strax öster om Stora Högmora. I slutet av 1930-talet var torpet privatägt och omfattade en areal om 9 hektar åker och 38 hektar skog. Stugan brann ner i slutet av 1970-talet.
För närvarande (2022) pågår i flera etapper en utbyggnad av vägar och kommunalt vatten och avlopp samt omvandling till permanentbebyggelse. Kommunen planerar för cirka 500 nya bostäder och en skola. Förtätning och utbyggnad gör att bebyggelsen i hela kommundelen främst kommer att koncentreras till nuvarande bostadsområdet Högmora.

## Natur

### Naturreservat
- Orlångens naturreservat (del av)

### Sjöar
- Magelungen (del av)
- Orlången (del av)
- Trehörningen (del av)
- Ågestasjön (del av)

### Vattendrag
- Balingsholmsån, rinner från Trehörningen till Ågestasjön
- Norrån, rinner från Ågestasjön till Magelungen
- Orlångsån, rinner från Orlången till Ågestasjön
- Söderån, rinner från Orlången till Ågestasjön

## Bilder

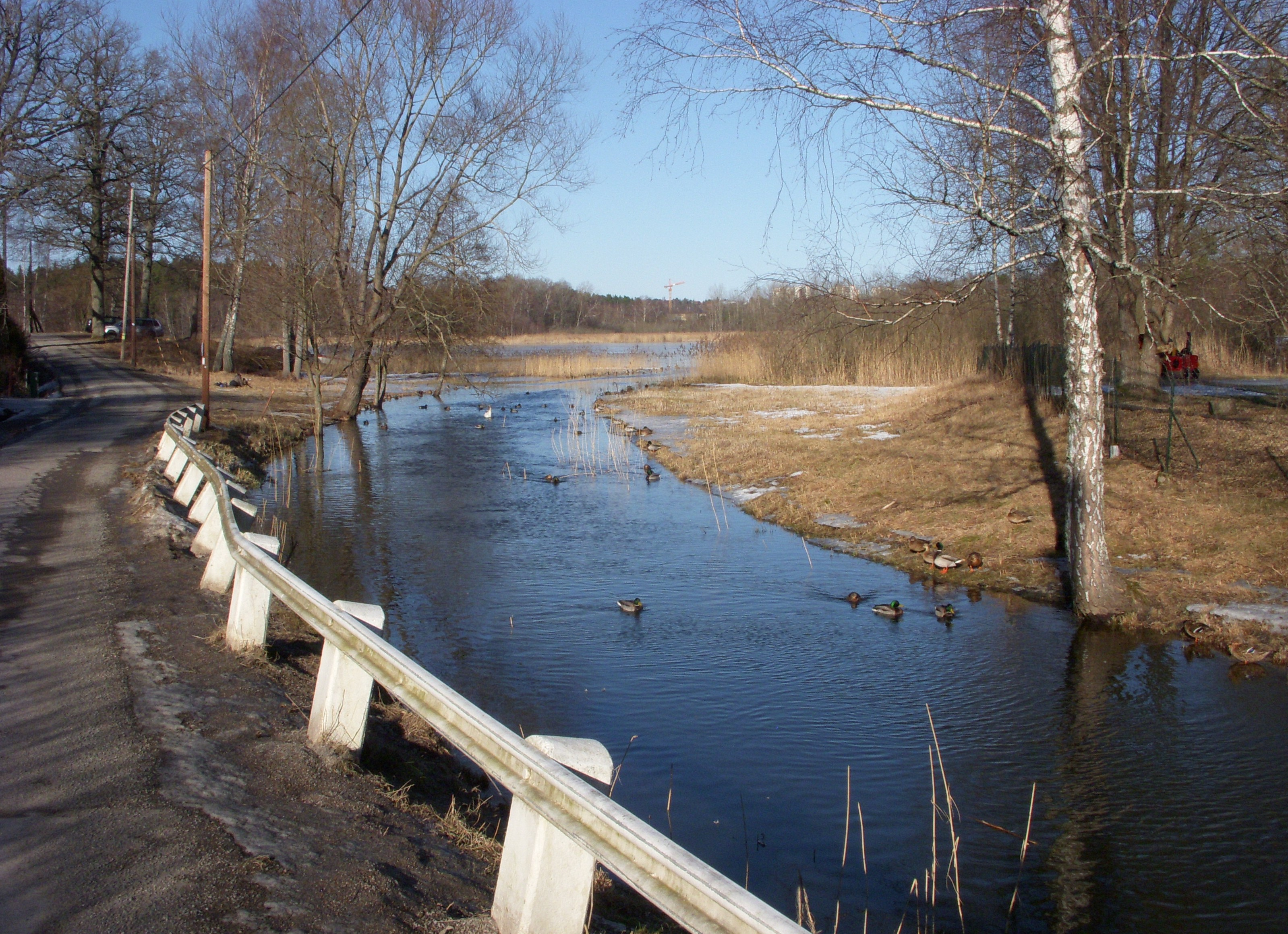
Norrån i Stora Mellansjö.
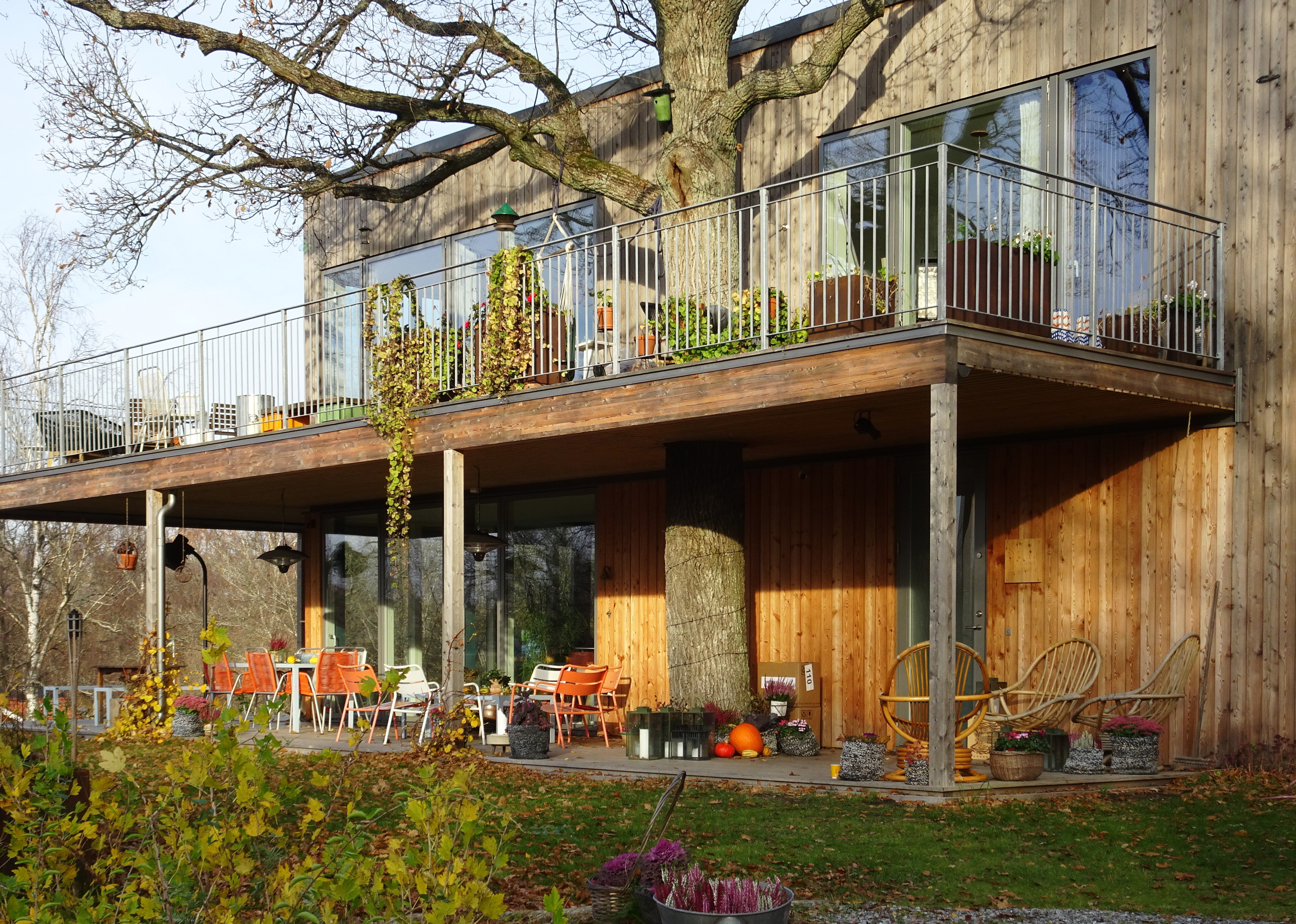
Villa Brännugnen i Stora Mellansjö.
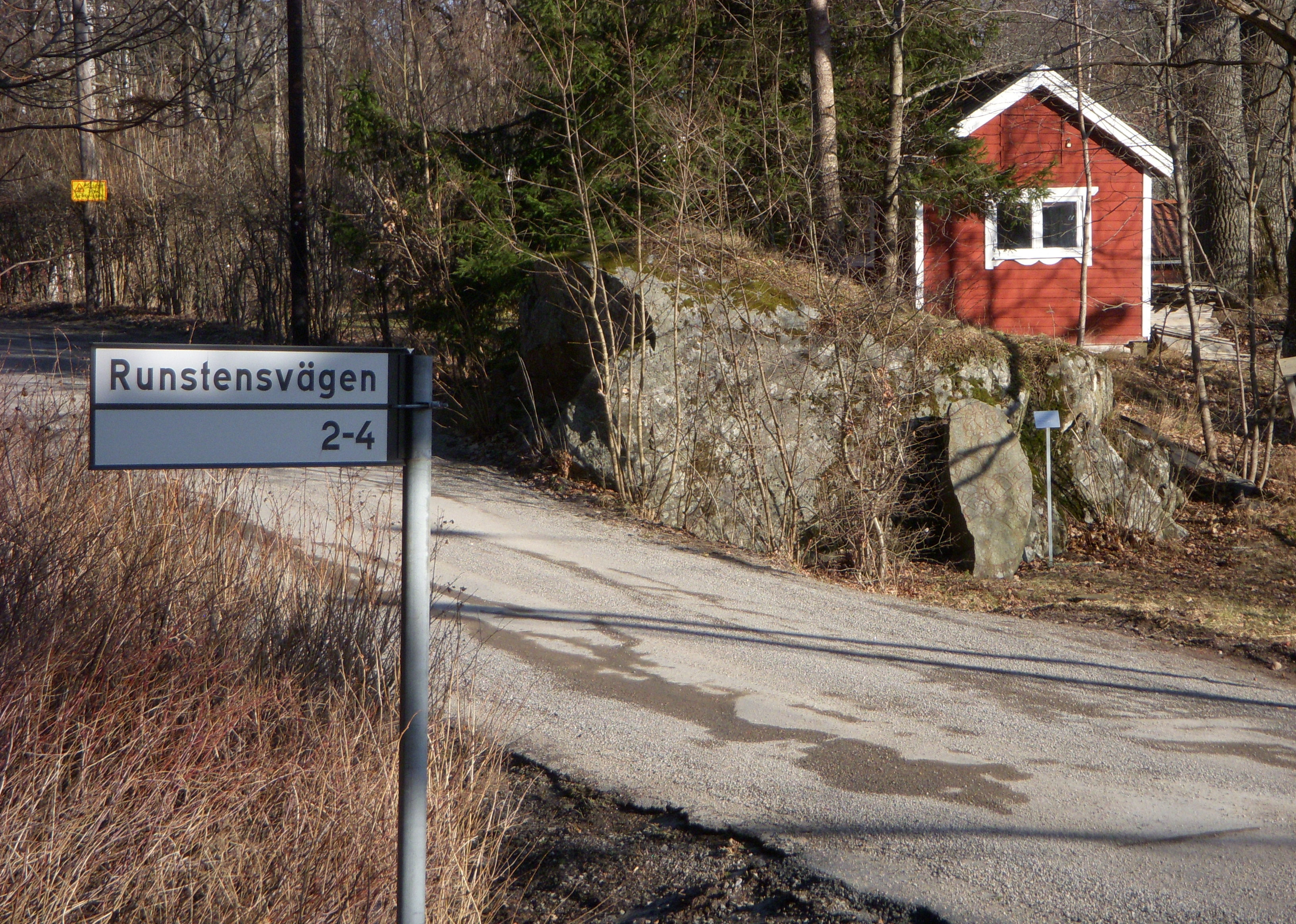
Runstensvägen med Ågestastenen i bakgrunden till höger.
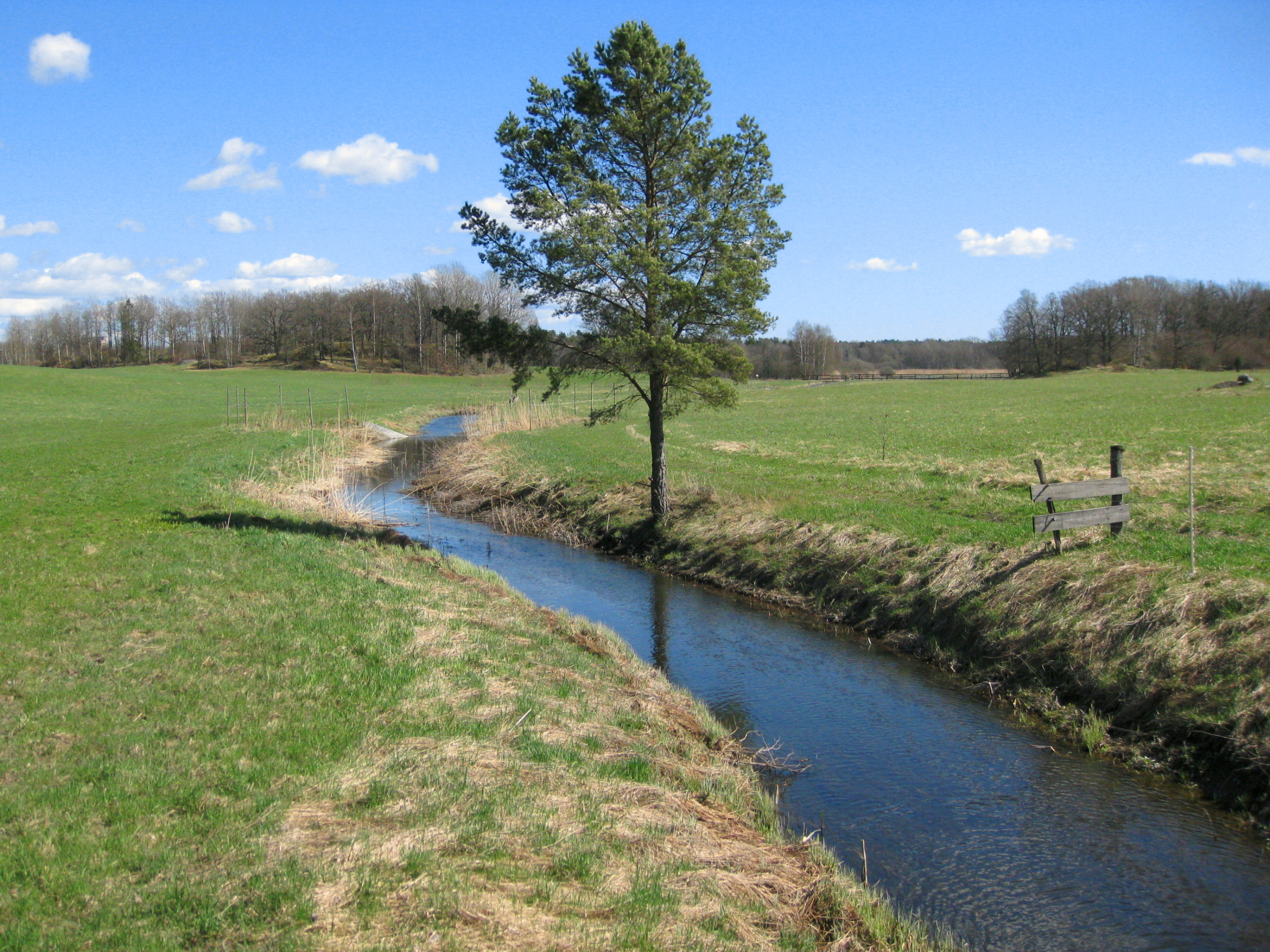
Balingsholmsån.

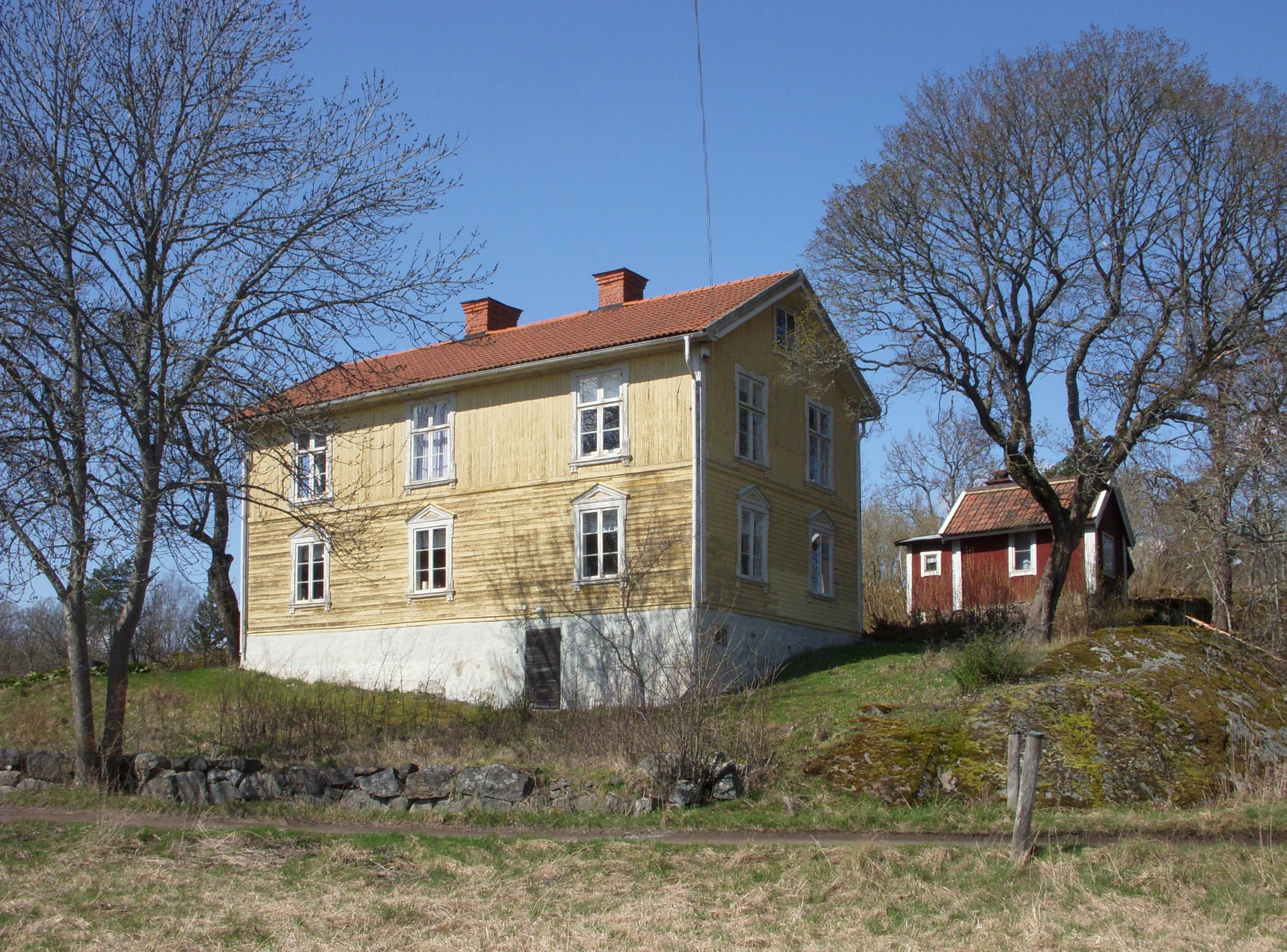
Stora Orlångsjö.
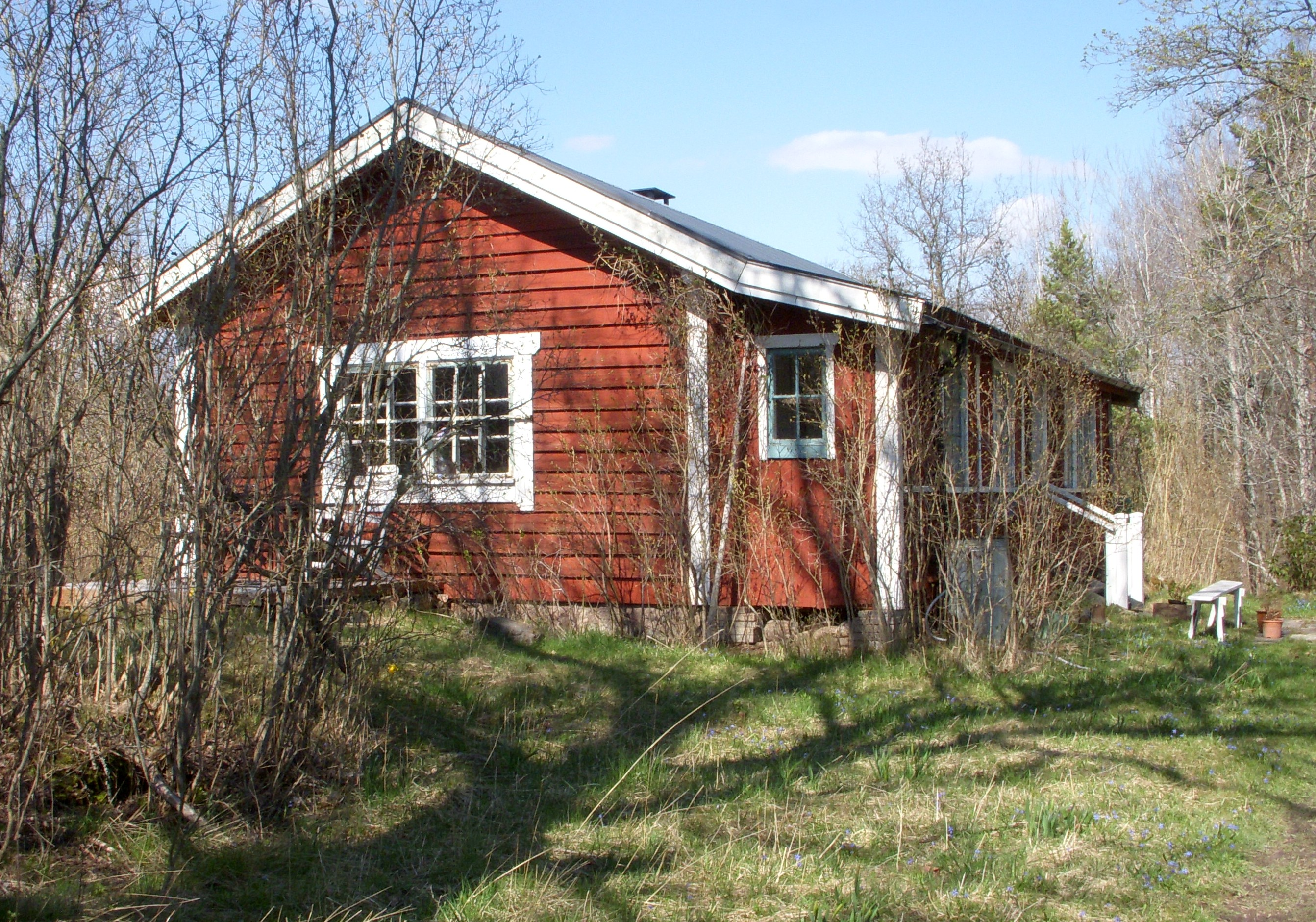
Lilla Orlångsjö.
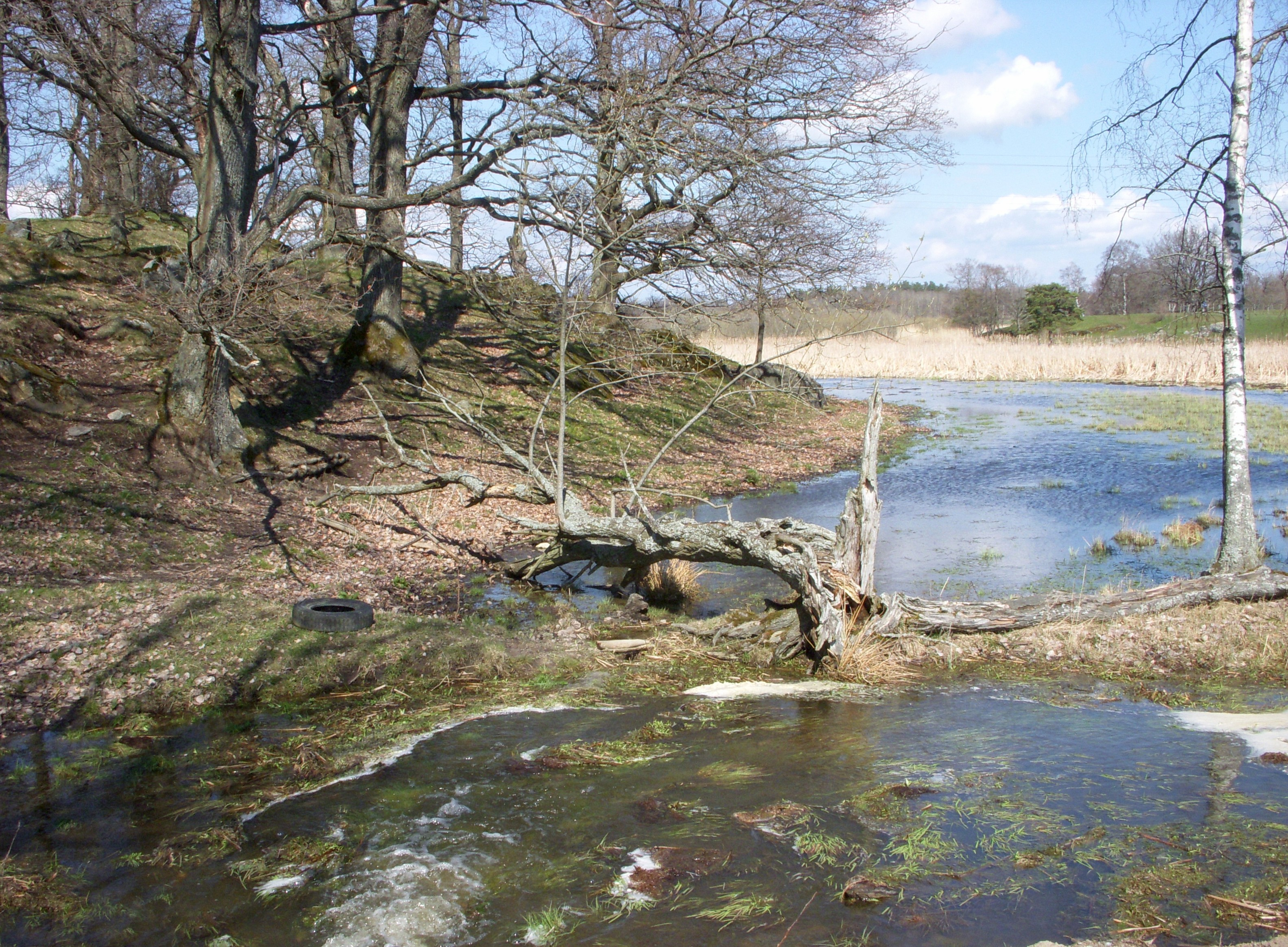
Söderån vid Ågestasjön.
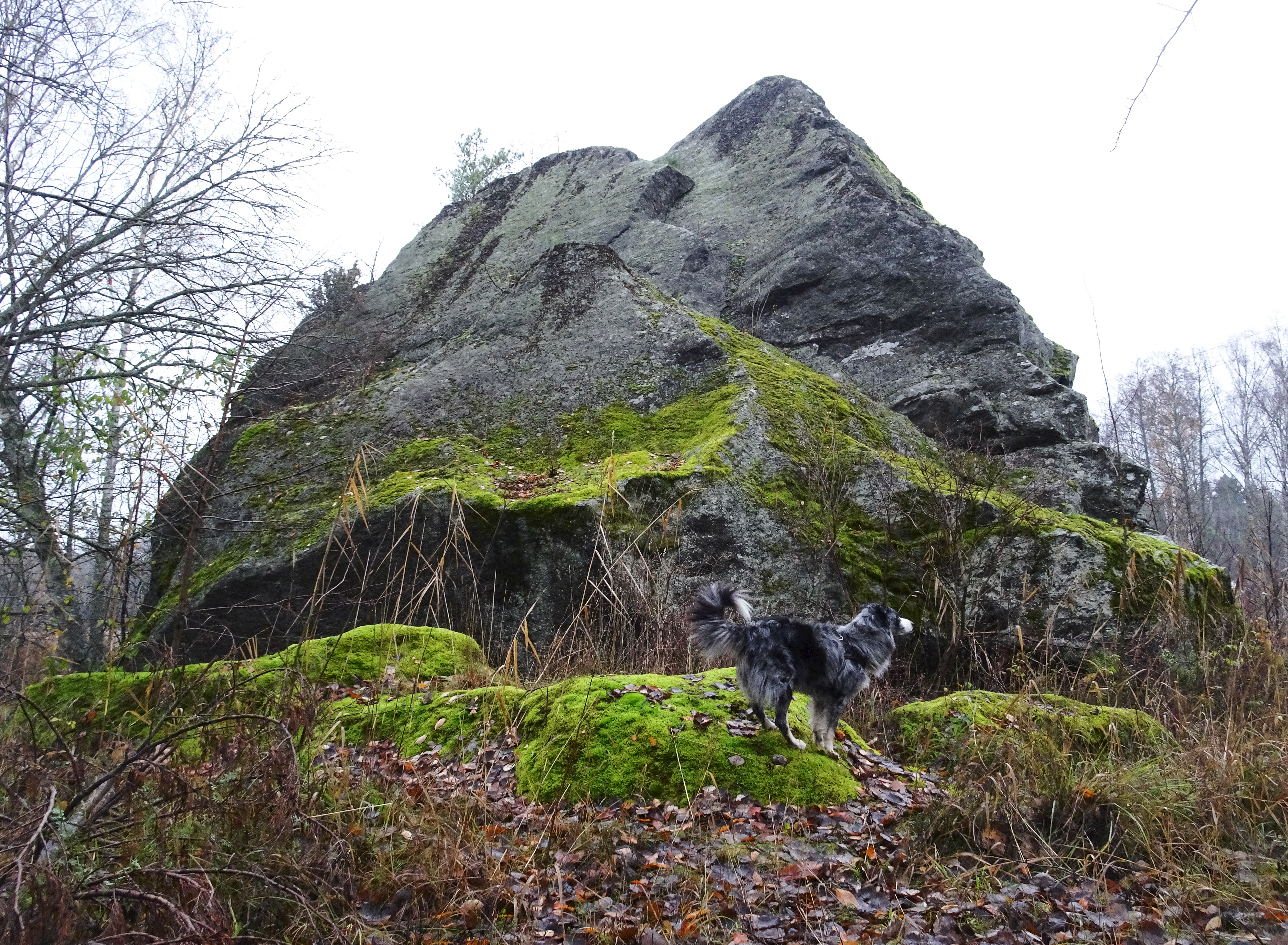
Flyttblock "Högmora 2:4" är ett av Huddinges naturminnen.